# Deufol
Die Deufol SE (ehemals D. Logistics Aktiengesellschaft) ist ein globaler Dienstleister im Bereich der Verpackung und angrenzender Services. Das Unternehmen mit Sitz im hessischen Hofheim am Taunus ist mit seinen 2.203 Mitarbeitern an 90 Standorten in 14 Ländern aktiv.

## Historie
Die Unternehmensgeschichte des heutigen Deufol-Konzerns geht zurück auf das Jahr 1979. Mit der Übernahme der Dönne + Hellwig GmbH durch Detlef W. Hübner in diesem Jahr begann die schrittweise Expansion in Deutschland und ins europäische Ausland. 1998 wurde die D.Logistics AG als Muttergesellschaft gegründet. Im darauffolgenden Jahr ging das Unternehmen am Neuen Markt in Frankfurt am Main an die Börse. Die Unternehmensgruppe expandierte weiter, u. a. nach Italien und in die USA.
2010 entstand schließlich im Zuge einer gruppenweiten Umbenennung aus den verschiedenen Unternehmen der internationale und einheitliche Konzern Deufol. Der Name Deufol geht auf die 1958 in Mülheim an der Ruhr durch Alois Zimmer gegründete Deufol Gesellschaft für Kunststoffanwendung und Überseeverpackung mit beschränkter Haftung zurück. Aus diesem Unternehmen gingen durch Eigentümerwechsel, Übernahmen und Aufspaltungen mehrere mit Deufol benannte Gesellschaften hervor. Im Jahr 2008 schlossen die Deufol Tailleur GmbH als abführende und die D.Logistics AG als herrschende Gesellschaft einen Gewinnabführungsvertrag. Deufol Tailleur war Mehrheitsgesellschafter anderert Deufol-Gesellschaften, die damit ebenfalls unter die Kontrolle von D.Logistics kamen.
2012 eröffnete die Deufol-Gruppe Standorte in Singapur und China. Im Dezember 2012 wurde die Deufol AG zur Deufol SE. Die Umwandlung entspreche nach Darstellung des Unternehmens seiner globalen Ausrichtung und solle dazu beitragen, als länderübergreifend agierendes Unternehmen wahrgenommen zu werden. Diese Umstellung solle auch die Form als börsennotiertes, familiengeprägtes Unternehmen unterstützen. Zusätzlich konnte somit auch ein monistisches Leitungssystem mit einem Verwaltungsrat eingeführt werden.
Nach einem zwischenzeitlichen Wechsel der Börsennotierung in den Entry Standard wurde die Notierung in Frankfurt Ende 2015 aufgegeben. Stattdessen organisierte das Unternehmen einen außerbörslichen Handel bei der Schnigge Wertpapierhandelsbank; zudem bezog die Börse Hamburg das Wertpapier in ihren Freiverkehrshandel ein.
2016 fusionierte Deufol mit dem österreichischen Verpackungsdienstleister Rieder. Im Jahr 2017 folgte die Übernahme der belgischen Verpackungsfirma Novaedes und dreier Niederlassungen der Bentley World Packaging in den USA.
Mitte 2023 wurde mit der Deufol Academy das erste interne internationale Schulungszentrum in Dortmund eröffnet.
Der Logistikdienstleister Menzell Döhle gab seine Kooperation mit Deufol in Form der Gründung eines Joint Venture, Deufol Döhle Projects, Ende 2023 bekannt.

## Geschäftsbereiche
Der Deufol-Konzern unterteilt seine Geschäftstätigkeit in vier Dienstleistungsbereiche:
- Verpackung & Logistik

Hiermit werden alle Verpackungsaktivitäten im Industrie- und Exportgüterbereich abgebildet.
- Produktion

Dieser Bereich beschreibt hauptsächlich die Herstellung sowie den Vertrieb von optimierten und teilweise kundenspezifischem Verpackungsmaterial.
- IT Services

Es werden zudem kundenspezifische Lösungen zur Datenverarbeitung angeboten, wozu unter anderem die firmeneigene Supply-Chain-Management-Software zählt.
- Real Estate

Hierüber werden unternehmensspezifische Real Estate-Aktivitäten sowie die strategische und kundenorientierte Ausrichtung der Standorte gesteuert.

## Betriebsstätten/Niederlassungen
Das Unternehmen Deufol, mit ihrem Hauptsitz in Hofheim (Wallau) nahe Frankfurt am Main, ist mit Stand 31. Dezember 2023 an 90 Standorten in 14 Ländern vertreten und beschäftigt 2.203 Mitarbeiter. In Deutschland hat die Deufol SE 51 Standorte. In Europa befinden sich insgesamt 32 Standorte in Belgien, Frankreich, Italien, Österreich, Polen, der Tschechischen Republik, der Slowakei und in Ungarn. In den USA existieren Standorte in Charlotte, Cincinnati, Cleveland, Houston, Pittsburgh und Richmond. In Asien ist Deufol mit einer Niederlassung in Singapur sowie in China mit einem Joint Venture in Yantai und einem Franchisestandort in Suzhou vertreten.

## Geschäftsdaten
| Jahr | Umsatz (Mio. €) | EBIT (Mio. €) | Mitarbeiter ø |
| ---- | --------------- | ------------- | ------------- |
| 2000 | 383             | 23            | 4.782         |
| 2005 | 314             | 11            | 3.219         |
| 2010 | 303             | 12            | 2.721         |
| 2015 | 325             | 8             | 2.641         |
| 2016 | 341             | 9             | 2.900         |
| 2022 | 271,6           | 13,2          | 2.079         |
| 2023 | 294             | 16,6          | 2.203         |